# Papa Niccolò II
Papa Niccolò II, talvolta chiamato papa Nicola II, nato Gerard de Bourgogne o Gerardo di Borgogna (Chevron, 980 circa – Firenze, 27 luglio 1061), è stato il 155º papa della Chiesa cattolica dal 24 gennaio 1059 alla sua morte.

## Biografia

### Carriera ecclesiastica
Si ritiene che fosse originario della Borgogna (o forse fu inviato nella regione dall'imperatore Enrico III).
Nel gennaio 1045 è attestato come vescovo di Firenze: risale infatti a questa data il primo atto pervenutoci del suo episcopato, una data probabilmente vicina all'elezione episcopale.
Nel 1055 Gerardo partecipò al concilio tenutosi a Firenze alla presenza di papa Vittore II, in occasione del quale fece ristrutturare la vecchia cattedrale di Santa Reparata secondo i modelli borgognoni di «Cluny II».
Nel 1058 presenziò alla fondazione della badia di Coltibuono, vicino all'odierna Gaiole in Chianti, per l'Ordine Vallombrosano che, con la figura di san Giovanni Gualberto, tanto aveva contribuito alla riforma della Chiesa fiorentina. Nel 1059 presiedette la consacrazione dell'abbazia della Ss. Trinità di Venosa, in Basilicata.
Anche dopo l'elezione papale, concesse numerosi privilegi ai monasteri fiorentini, in particolare a Santa Felicita e Sant'Andrea a Mosciano.

### L'elezione al Soglio pontificio
Prima votazione
Il 4 aprile 1058 Giovanni dei conti di Tuscolo fu eletto successore di papa Stefano IX; assunse il nome pontificale di Benedetto X. L'elezione fu contestata dai cardinali riformatori. Per protesta essi lasciarono Roma: infatti avevano giurato a Stefano IX in punto di morte che non avrebbero eletto nessuno fino al ritorno nell'Urbe di Ildebrando di Soana, futuro Papa con il nome di Gregorio VII, che al momento si trovava in Germania. 
Il 18 aprile i cardinali riformatori si trasferirono a Siena. Goffredo il Barbuto, marchese di Toscana e fratello del defunto papa Stefano IX, assicurò loro la sua protezione. Nella città toscana il 6 maggio i cardinali elessero all'unanimità Gerardo di Borgogna come successore di Stefano, ma Gerardo non era né cardinale né membro del conclave. Così si dovette attendere che egli accettasse. Fortunatamente in quel momento si trovava già in Toscana. Infine, in base al Privilegium Othonis, la nomina doveva ricevere l'assenso dell'imperatore. Siccome Enrico III (elettore di ben quattro Papi - Clemente II, Damaso II, Leone IX e Vittore II) era morto da due anni ed Enrico IV aveva solo otto anni, il privilegio spettava all'imperatrice reggente Agnese.
Seconda votazione
Gerardo accettò l'elezione al Soglio. Occorsero poi alcuni mesi prima che giungesse l'approvazione dell'imperatrice Agnese. Sette mesi dopo, il 6 dicembre 1058, avvenne la regolare elezione, che si svolse sempre a Siena, là dove Gerardo era stato eletto la prima volta, secondo l’interpretazione di alcuni. Il pontificato sarebbe iniziato solo dopo la consacrazione, che però doveva avvenire a Roma. Nell'Urbe l'usurpatore Benedetto X era saldamente insediato e gran parte del clero (i cui cardinali elettori, in principio, per la reazione violenta dei riformatori, erano fuggiti come questi ultimi, ma in séguito erano tornati) gli aveva giurato fedeltà, perciò Gerardo dovette aspettare ancora.
Il 18 gennaio 1059 si tenne il Sinodo di Sutri, in cui Benedetto X, dichiarato antipapa, fu formalmente deposto e poi scomunicato. Il 24 gennaio Gerardo raggiunse finalmente Roma e, tra il vivo entusiasmo del clero, dopo aver fatto allontanare dalla città Benedetto, poté essere consacrato e si poté insediare. Secondo il diritto canonico dell'epoca, infatti, si diventava pontefici solo al momento della consacrazione e non prima. Fu allora che scelse il nome di Niccolò II, in omaggio a Niccolò Magno che strenuamente aveva difeso l'indipendenza della Santa Sede dalle ingerenze esterne. Aveva circa 78 anni.

### Pontificato

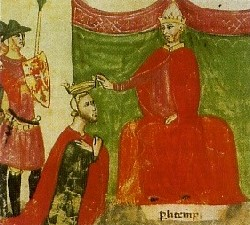
Niccolò II incorona Roberto il Guiscardo

Prendendo spunto dalla controversa vicenda dell'elezione di Benedetto X, nominato e imposto dai nobili romani guidati dai Conti di Tuscolo, il pontificato di Niccolò fu segnato dalla continuazione della politica di riforma ecclesiastica associata al nome di Ildebrando di Soana (in séguito papa Gregorio VII).

#### Governo della Chiesa
In quegli anni, Pier Damiani, il futuro santo, e il vescovo di Lucca Anselmo (di lì a due anni papa Alessandro II) erano stati inviati a Milano per comporre un conflitto sorto all'interno della Chiesa locale. I Patarini sostenevano che alcuni sacerdoti fossero corrotti e accusavano l'arcivescovo Wido di non intervenire con la propria autorità per rimettere ordine nel clero diocesano.
I legati riuscirono a imporre le loro condizioni al clero locale: l'arcivescovo venne costretto a sottomettersi ai termini proposti dai legati, che prevedevano il principio della subordinazione di Milano a Roma; la nuova relazione venne pubblicizzata dalla presenza (contro la loro volontà) di Wido e degli altri presbiteri milanesi a un concilio indetto nel palazzo del Laterano nell'aprile 1059. Fu un nuovo successo del papato nei confronti di una chiesa locale.
Questo concilio non solo proseguì le riforme di Ildebrando, irrigidendo la disciplina del clero, ma fece epoca nella storia del papato per il Decretum in electione papae, che pose fine alle ingerenze dei laici (cioè dell'imperatore e dell'aristocrazia romana) nell'elezione alla cattedra di Pietro. Promulgato il 12 aprile 1059 con la bolla In nomine Domini, il decreto stabiliva infatti che l'elezione fosse una prerogativa dei cardinali vescovi, cui solo in un secondo tempo potevano aggiungersi il clero e i laici. La norma consentiva infine che, in caso d'impossibilità di tenere l'elezione a Roma, potesse essere scelto validamente anche un altro luogo.

#### Relazioni con i regni cristiani
Per rafforzare la propria posizione, Niccolò II strinse delle relazioni con le casate dei Normanni, ormai fermamente stabilitisi nell'Italia meridionale. La nuova alleanza venne sancita formalmente nel mese di agosto 1059 al Concilio di Melfi, dove Niccolò II fu accompagnato da Ildebrando, dal cardinale Umberto di Silva Candida e dall'abate Desiderio di Montecassino (futuro papa Vittore III).
Dopo aver stipulato il Trattato di Melfi nel giugno 1059, nel successivo Concordato di Melfi papa Niccolò investì solennemente Roberto il Guiscardo dei Ducati di Puglia, Calabria e Sicilia, e Riccardo d'Aversa del Principato di Capua, in cambio dei giuramenti di fedeltà e della promessa di assistenza nel sorvegliare i diritti della Chiesa.
I primi frutti di questo accordo furono, in autunno, la presa (con l'aiuto normanno) del casale di Galeria, dove l'ex-papa Benedetto X aveva trovato rifugio, e la fine della subordinazione del papato alla nobiltà romana.

### Morte e sepoltura
Niccolò morì a Firenze, città cui era rimasto legato e che aveva eletto a sua seconda patria, il 27 luglio 1061, a 81 anni, e fu sepolto in Santa Reparata, sul sito del futuro duomo del capoluogo toscano.

## Successione apostolica
La successione apostolica è:
- Vescovo Gérard Chevrier (1060)
- Vescovo Giso di Wells (1061)
- Vescovo Walter di Hereford (1061)

## Concistori per la creazione di nuovi cardinali
Papa Niccolò II durante il suo pontificato ha creato 13 cardinali nel corso di 3 distinti concistori.

## Dissero di lui
Così lo definì San Pier Damiani: «[...] io lo giudico uomo di molte lettere e di vivace ingegno, superiore di sospetti, casto, largo e pietoso nei poveri». Scrisse anche dei versi in suo onore.